# Al Thornton
Al Thornton (Perry, Georgia, 7. prosinca 1983.) američki je profesionalni košarkaš. Igra na poziciji niskog krila, a trenutačno je član NBA momčadi Washington Wizardsa. Izabran je u 1. krugu (14. ukupno) NBA drafta 2007. od strane istoimene momčadi. 

## Sveučilište
Thornton je imao istaknutu četverogodišnju sveučilišnu karijeru na Floridi Stateu, a na posljendnjoj godini postao je prva zvijezda momčad. Associated Press uvrstio ga je u All-American treću petorku, jednoglasno je izabran u All-ACC prvu petorku te završio drugi iza Jareda Dudleya u glasovanju za igrača godine ACC konferencije. Bio je prvi strijelac konferencije, ali sezonu je završio bez plasmana Seminolea na NCAA turnir. Umjesto toga igrali su na NIT-u.

## NBA

### Rookie sezona
Izabran je ako 14. izbor NBA drafta 2007. od strane Los Angeles Clippersa. U dresu Clippersa prvog dana Ljetne lige 2007. postigao je 24 poena, zabilježio 8 skokova, jednu asistenciju i 2 blokade u porazu 108:102 od Denver Nuggetsa. 
U trećoj predsezonskoj utakmici rookie sezone predvodio je Clipperse do pobjede kod Golden State Warriorsa 99:89, pogodivši svih svojih prvih osam šuteva i ubacivši 18 od ukupno 24 poena u drugom poluvremenu. Dolaskom Rubena Pattersona u Clipperse Thorntonu se minutaža smanjila u odnosu na predsezonske utakmice. U prosincu je Patterson otpušen, a Clipperse su neočekivano pogodile ozljede. Paul Davis je zaradio ozljedu prednjih križnih ligamenta (ACL), Tim Thomas imao stalne probleme s leđima i gležnjom, a Elton Brand je bio van parketa zbog ozbiljne ozljede ahilove tetive. Thornton je dobio neočekivanu veliku minutažu na pozicijama niskog krila i krilnog centra koju je sjajno iskoristio. 
Nakon Nove godine njegova se cjelokupna statistika udvostručila i prosječno postizao 15.2 koša, 4.9 skokova i 1.6 asistencija po utakmici. U veljači 2008. na parketu je povodio više od 30 minuta i postizao najbolje brojke u karijeri, 16.6 koševa, 5.8 skokova i 1.3 asistencije po utakmici.  30. ožujka 2008. u pobjedi protiv Grizzliesa 110:97 postigao je rekordnih 39 poena. Na kraju sezone uvršten je NBA All-Rookie prvu petorku 2009. godine.

### Druga sezona
Thorton je odlaskom Coreya Maggettea u Warriorse i Eltona Branda u Sixerse dobio slobodu u igri i veću minutažu. Postao je druga napadačka opcija iza Barona Davisa i prije početka sezone bio je među kandidatima za osvajanje nagrade za najviše napredovanje. 8. veljače 2009. u uvjerljivoj gostujućoj pobjedi 97:121 nad Hawksima odigrao je jednu odličnu utakmicu i s 31 košem, sedam asistencija i šest skokova bio najbolji igrač Clippersa. Odigrao je najbolju sezonu karijere u kojoj je prosječno postizao 16.8 koševa, 5.2 skoka i 1.5 asistencija po utakmici. 17. veljače 2010. Thornton je mijenjan u Washington Wizardse kao dio velike zamjene u kojoj su sudjelovale tri momčadi.

## NBA statistika

### Regularni dio
| Godina    | Klub          | Odig. uta. | Uta. poč. | Min. | 2P%  | 3P%  | Sl. bac.% | Skok. | Asist. | Ukr. lop. | Blok. | Poena |
| --------- | ------------- | ---------- | --------- | ---- | ---- | ---- | --------- | ----- | ------ | --------- | ----- | ----- |
| 2007./08. | L.A. Clippers | 79         | 31        | 27.3 | .429 | .331 | .743      | 4.5   | 1.2    | .6        | .5    | 12.7  |
| 2008./09. | L.A. Clippers | 71         | 67        | 37.4 | .446 | .253 | .754      | 5.2   | 1.5    | .8        | .9    | 16.8  |
| Ukupno    |               | 150        | 98        | 32.1 | .439 | .301 | .749      | 4.8   | 1.3    | .7        | .7    | 14.7  |

## Vanjske poveznice
- Profil na NBA.com
- Profil na ESPN.com